# دره زاغه پائین
درّه زاغه پائین روستایی است تقریباً متروکه در شهرستان بروجرد در استان لرستان. این روستا در دهستان والانجرد در بخش مرکزی این شهرستان قرار دارد.

## جمعیت
بنابر سرشماری مرکز آمار ایران، جمعیت دره زاغه پائین در سال ۱۳۸۵، تنها برابر با ۵ نفر بوده‌است که از این میان ۳ نفر مرد و بقیه زن بوده‌اند. این روستا تنها دو خانوار جمعیت دارد.